# Deepalaya
Deepalaya ist die größte Nichtregierungsorganisation (NRO) im „National Capital Territory“ Delhi. Deepalaya arbeitet an den die Entwicklung der städtischen und ländlichen Armen beeinflussenden Angelegenheiten, mit einer speziellen Fokussierung auf Kinder. Deepalayas offizielles Existenz- und Arbeitsmotiv ist der Slogan „Jedes Kind verdient eine Chance“.
Die Organisation wurde 1979 gegründet. Seitdem ist ein kontinuierliches Wachstum des Personals, der Benefizienten sowie der Tätigkeitsfelder erkennbar. Deepalayas Haupteinflussgebiete sind Delhis städtische Armenviertel, aber Eingriffe in die ländliche Entwicklung in den Staaten Haryana und Uttarakhand sind auch gemacht worden. Deepalayas Ansätze werden durch die chinesischen Maxime „Gib jemandem einen Fisch und du ernährst ihn für einen Tag, lehre die Person zu fischen und du ernährst ihn ein Leben lang“ beschrieben, denn Deepalaya erstrebt das Auslösen einer nachhaltigen Entwicklung von innen heraus. 

## Geschichte
In der Zeit von 1977 bis 1979 trafen sich drei der sieben Gründungsmitglieder regelmäßig, um zu diskutieren, wie ein Programm für Bildung und Unterstützung der Armen gestartet werden kann. Der Gedankenprozess war hergeleitet von den drei Personen T. K. Mathew, Y. Chackochan und P. J. Thomas. Da aber der „Society’s Registration Act“ (dt. „Gesellschaftsregistrierungsakt“) in Indien sieben Einzelpersonen für die Gründung einer Gesellschaft vorschreibt, mangelte es an Gründungsmitgliedern. Dieses Problem wurde durch das Einverständnis von Grace Thomas, C. M. Mathai, Punnoose Thomas und T. M. Abraham schnell gelöst. Ungeachtet der bürokratischen Hindernisse und Widerstände wurde die „Deepalaya Education Society“ gegründet und die erste Schule wurde am 16. Juli 1979 eingeweiht. Es gab nur fünf Kinder, die die Schule besuchten, zwei Lehrer und eine Investition von 17.500 Rupien seitens der Gründungsmitglieder. In diesen Anfangstagen konzentrierte sich die Schule auf Vorschulerziehung.
Im Laufe der Zeit bis zum Jahr 1985 wuchs die Zahl der Schüler auf 133 nebst sieben Mitarbeitern. Weil das jährliche Budget wuchs, verschob sich Deepalayas Fokus auf die Grundschulbildung. Parallel zu dieser Entwicklung wurde Kontakt zu verschiedenen nationalen sowie internationalen Finanzierungsträgern hergestellt. Da die Ressourcenbasis durch diese Kontakte wuchs, konnte sich Deepalayas Programm entsprechend erweitern. Deepalaya begann damit in Sachen Bildung, Gesundheit, Einkommenserzeugung sowie Gemeindeentwicklung an eine größere Zahl von Slumbewohnern einzubeziehen und schritt damit über die bloße Bildung hinaus zu „ganzheitlicher Entwicklung“. Bis zum Jahr 1992 gab es 13.000 Schüler und 400 Mitarbeiter.
Gemäß Deepalayas Publikation „Yatra – The Institutional Memory“ kristallisierte sich in den 1990ern der Kernglauben der Organisation zur Gemeindearbeit und zum Aufbau von Eigenständigkeit heraus. Bis zum Jahr 2000 hatte sich Deepalayas Wirkungsbereich auf 35.000 Kinder, deren Familien und Gemeinden vergrößert.
Seit 2002 hat die Organisation bedeutende Veränderungen erlebt, denn eine neue Vision sowie Mission ist formuliert worden, welche nun verfolgt werden. Deepalayas Programmsektoren sind umstrukturiert worden und Deepalaya ist eine internationale Organisation mit Büros in den Vereinigten Staaten von Amerika, Großbritannien und Deutschland geworden. Im Jahr 2003 wurde Deepalaya vom Projekt „REACH India“ als eine der NROs für den Kapazitätenaufbau kleinerer NROs gewählt. Während des Jahres 2005 wurde Deepalaya die größte NRO im nationalen Hauptstadtbundesstaat; die Betreuungsarbeit erreichte 50.000 Kinder, 76 Armenviertel, 84 Dörfer in Mewat sowie 7 Dörfer in Uttarakhand.

## Vision
Deepalayas Vision ist sehr präzise durch Veröffentlichungen der Organisation geäußert: „Eine auf gesetzmäßigen Rechten, Gleichheit, Gerechtigkeit, Ehrlichkeit, sozialer Sensibilität und Dienstkultur basierende Gesellschaft, in der alle selbständig sind.“

## Mission
Deepalaya hat seine Mission, welche aus drei größeren Teilen besteht, in „Yatra – The Institutional Memory“ wie folgt formuliert:
„Wir von Deepalaya verpflichten uns dazu:
- uns weiterhin mit den wirtschaftlich und sozial Benachteiligten sowie den körperlich und geistig Behinderten zu identifizieren und mit ihnen zu arbeiten, beginnend mit Kindern, sodass sie gebildet, qualifiziert und bewusst werden,
- ihnen es zu ermöglichen, selbständig zu sein und eine gesunde, würdevolle und nachhaltige Lebensqualität zu genießen,
- und zu diesem Zweck als eine Ressource zu dienen für und zusammenzuarbeiten mit anderen Agenturen, staatlich und nichtstaatlich, sowie angemessen in der Verfahrensformulierung einzugreifen.“[2]